# Henri de Bornier
Henri de Bornier, född 25 december 1825 och död 1901, var en fransk poet, som 1893-1901 medlem av franska akademien.
de Bornier debutarde som lyriker med Premières feuilles (1845) och verakde senare även som dramatiker. Hans romantiska nationaldrama, La fille de Roland (1875), översattes av Edvard Bäckström 1876 som "Rolands dotter" och uppfördes i Stockholm samma år.